# Apgah (Virginia Occidental)
Apgah es un área no incorporada ubicada en el condado de Kanawha, Virginia Occidental, Estados Unidos. Está catalogada como un asentamiento humano por la Junta de Nombres Geográficos de los Estados Unidos.
El número de identificación (ID) asignado por el Servicio Geológico de Estados Unidos es 1742028. Se encuentra a 393 m s. n. m. (1289 pies) según el conjunto de datos de elevación nacional.